# Metz (Name)
Metz ist ein Name, der meist als Familienname, gelegentlich auch als männlicher oder weiblicher Vorname vorkommt. Auch als Ortsname findet er Verwendung.

## Herkunft
Abgeleitet von mittelhochdeutsch metz oder metze („Messer“), steht Metz indirekt als Berufsname für einen Messerschmied.
Des Weiteren ist Metz eine kontrahierte Form von Mechthild, welches auf den Namengliedern althochdeutsch, altsächsisch maht „Macht“, „Kraft“, „Vermögen“ und althochdeutsch hiltja, altsächsisch hild „Kampf“ basiert.

## Namensträger

### Namensergänzung
- Alpert von Metz († nach 1024), Mönch und Geschichtsschreiber
- Adelheid von Metz († 1039/1046), deutsche Adlige
- Gerhard I. von Metz (um 875–910), Graf von Metz

Bischöfe von Metz:
- Adelphus von Metz, siehe Adelphus
- Amalarius von Metz (um 775–850), siehe Amalarius
- Arnulf von Metz (582–640)
- Clemens von Metz
- Drogo von Metz (801–855/856)
- Felix I. von Metz († 4. Jh.)
- Felix II. von Metz († 716)
- Hermann von Metz (vor 1049 – 1090)
- Rufus von Metz († um 400)

### Vorname
- Metz von Gemmingen († 1485) († 1485), Baronesse

### Familienname

#### A
- Albert Metz (* 1942), deutscher Unternehmer und Firmengründer
- Alessandro Metz (* 1940), italienischer Filmregisseur
- Alexander von Metz (1826–1889), österreichischer Generalmajor
- André Metz (1891–1968), französischer Offizier und Popularisierer von Physik
- Andreas Metz (1767–1839), deutscher Geistlicher, Philosoph, Mathematiker und Hochschullehrer
- August Metz (1818–1874), deutscher Politiker
- August Metz (Politiker, 1849) (1849–1920), deutscher Politiker, Landtagspräsident der Landstände des Großherzogtums Hessen
- Auguste Metz (geb. Auguste Ravenstein; 1836–1922), deutsche Turnlehrerin und Physiotherapeutin

#### B
- Bernd Metz (* 1979), deutscher Künstler und Kurator
- Bernhard Metz (Geograph) (* 1938), deutscher Geograph und Hochschullehrer
- Bernhard Metz (Historiker) (* 1947), französischer Historiker
- Bernhard Metz (Fußballspieler) (* 1950), deutscher Fußballspieler
- Bert Metz (* 1945), niederländischer Klimatologe

#### C
- Carl Metz (Unternehmer) (1818–1877), deutscher Ingenieur und Unternehmer
- Carl Metz (Mathematiker) (1861–1941), deutscher Mathematiker und Erfinder
- Carl Werner Metz (1835–1921), deutscher Gutsbesitzer und Politiker, MdL Hessen-Nassau
- Charles William Metz (1889–1975), US-amerikanischer Zoologe und Genetiker
- Chrissy Metz (* 1980), US-amerikanische Schauspielerin
- Christian Metz (Geistlicher) (1794–1864), deutsch-US-amerikanischer Geistlicher
- Christian Metz (Filmwissenschaftler) (1931–1993), französischer Filmwissenschaftler und Semiotiker
- Christian Metz (Literaturwissenschaftler) (* 1975), deutscher Literaturwissenschaftler
- Christopher Metz (* 1955), deutscher Jurist
- Conny Metz (* 1947), deutsche Sängerin, siehe Conny & Jean
- Conrad Martin Metz (1749–1827), deutscher Maler und Kupferstecher

#### D
- Dirk Metz (* 1957), deutscher Politiker (CDU)
- Delon de Metz, US-amerikanischer Schauspieler
- Don Metz (Donald Maurice Metz; 1916–2007), kanadischer Eishockeyspieler

#### E
- Ed Metz, Sr. (1935–2009), US-amerikanischer Jazzmusiker und Investmentbanker
- Eddie Metz junior (* 1958), US-amerikanischer Jazzmusiker
- Eduard Metz (1891–1969), deutscher Offizier
- Elke Metz, deutsche Fußballspielerin
- Emile Metz (1835–1904), luxemburgischer Politiker, Industrieller und Ingenieur
- Ernst Metz (Maler) (1892–1973), deutscher Maler und Grafiker
- Ernst Metz (General) (1916–1980), deutscher Generalmajor des Heeres der Bundeswehr

#### F
- Felix I. von Metz († Anfang/Mitte des 4. Jahrhunderts), Bischof von Metz
- Felix II. von Metz († 716), Bischof von Metz
- Florian Metz (* 1985), österreichischer Fußballspieler
- François de Metz († 1444), Ordensgeistlicher, Bischof von Genf
- Franz Metz (Politiker) (1878–1945), deutscher Politiker (SPD), MdR
- Franz Metz (Musikwissenschaftler) (* 1955), rumäniendeutscher Organist, Musikwissenschaftler und Dirigent
- Franz Wilhelm Metz (1817–1901), deutscher Schriftsetzer, Turnlehrer und Sportförderer
- Friedrich Metz (Buchhändler) (1804–1835), deutscher Buchhändler und Autor
- Friedrich Metz (Maler) (Friedrich Franz Hieronymus Metz; 1820–1901), deutscher Maler
- Friedrich Metz (1890–1969), deutscher Geograph und Landeskundler
- Friedrich Metz (Schauspieler), deutscher Schauspieler
- Fritz Metz (* 1940), deutscher Chemiker und Hochschullehrer

#### G
- Georg Metz (Politiker) (1833–1885), deutscher Gutsbesitzer, Mitglied des Preußischen Abgeordnetenhauses
- Georg Metz (Politiker, 1867) (1867–1936), deutscher Politiker (SPD)
- Georg Wilhelm Metz (1864–1936), Mitglied des Provinziallandtages der Provinz Hessen-Nassau
- Gerhard Metz (Mediziner) (1927–2013), deutscher Anästhesiologe und Hochschullehrer
- Gerhard Metz (Unternehmer) (1935–2014), deutscher Unternehmensgründer
- Gerhard I. von Metz (* um 875; † 910), Graf von Metz
- Gert Metz (1942–2021), deutscher Leichtathlet
- Gertrud Metz (1746–1793), deutsche Malerin
- Georgi Georgijewitsch de Metz (1861–1947), russischer Physiker, Methodologe und Hochschullehrer
- Günter Metz (1925–1988), deutscher Organist
- Günther Metz (* 1937), deutscher Musikwissenschaftler
- Gunther Metz (* 1967), deutscher Fußballspieler
- Gustav Metz (1816–1853), deutscher Maler und Bildhauer

#### H
- Hans Metz (Johan Anton Jacob Metz; * 1944), niederländischer Biologe, Mathematiker und Hochschullehrer
- Harald Maier-Metz (* 1945), deutscher Germanist und Historiker
- Heinrich Metz (Geistlicher) (1891–1945), deutscher Pfarrer
- Heinrich Metz (Politiker) (1899–??), deutscher Politiker (NSDAP)
- Heinz Metz (1897–1973), deutscher Pfarrer, Heimatforscher und Fotograf
- Hellmuth Metz-Göckel (* 1940), deutscher Psychologe
- Helmut Metz (Fußballspieler) (* 1938), deutscher Fußballspieler
- Helmut Metz (Sportfunktionär) (1947–2016), deutscher Sportfunktionär und Politiker (SPD)
- Helmut Metz (Verleger) (* 1951/1952), deutscher Verleger
- Henrik Metz (* 1948), dänischer Pianist
- Herman A. Metz (1867–1934), US-amerikanischer Politiker
- Hermann Metz (Maler) (1865–1945), deutscher Maler und Zeichner
- Hermann Metz (General) (1878–1959), deutscher General der Infanterie
- Horst Metz (1945–2022), deutscher Politiker (CDU)
- Hubert Metz (* 1949), deutscher Bodybuilder

#### I
- Ignatz Metz (1829–1909), deutscher Politiker, MdL Hessen
- Ingrid Metz-Neun (* 1950), deutsche Synchronsprecherin
- Innozenz Metz (≈1640–1724), deutscher Maler

#### J
- Jakob von Metz († 1260), Bischof von Metz, siehe Jakob von Lothringen
- Jakob von Metz (Theologe), Dominikanertheologe
- Jakob von Metz (Dombaumeister), Dombaumeister des Kölner Doms
- Jakob Metz (1881–?), deutscher Unternehmer und Firmengründer
- Jean Metz (* 1940), deutscher Schlagersänger, siehe Conny & Jean
- Johann Metz (Baumeister) (1809–1887), österreichischer Baumeister und Kammerfunktionär
- Johann Baptist Metz (1928–2019), deutscher Theologe
- Johann Friedrich Metz (1720 oder 1724–1782), deutscher Arzt, Arzt von Susanne von Klettenberg und Johann Wolfgang Goethe
- Johann George Metz (1801–1853), Bürgermeister, Mitglied der kurhessischen Ständeversammlung
- Johann Martin Metz (1717–1789), deutscher Maler
- Johann Paul Odendahl Metz CM (1888–1957), deutscher Missionar und Geistlicher
- Johann Peter Metz (1727–1780), kurmainzischer Stuckateur, Bildhauer und Tischler
- Johann Valentin Metz (1745–1829), deutscher katholischer Priester, Dompropst und Generalvikar
- Josef Metz (1818–1892), deutscher Geistlicher und Heimatforscher
- Josefa Metz (1871–1943), deutsche Schriftstellerin
- Joseph de Metz-Noblat (* 1959), französischer Geistlicher, Bischof von Langres
- Julius Metz (1839–1904), deutscher Konditor und Heimatdichter

#### K
- Karl Metz (Komponist) (1868–1937), deutsch-österreichischer Komponist und Musikschuldirektor
- Karl Metz (Geologe) (1910–1990), österreichischer Geologe
- Karl David Metz (1799–1869), deutscher Kaufmann und Politiker
- Karl Heinz Metz (* 1946), deutscher Historiker

#### L
- Lennart Metz (* 1993), deutscher Skilangläufer
- Lex Metz (1913–1986), niederländischer Grafiker, Illustrator und Fotograf
- Lily ter Metz (* um 1948), niederländische Badmintonspielerin
- Loekie Metz (1918–2004), niederländische Bildhauerin
- Louis Metz (1802–1882), deutscher Nadlermeister und Politiker
- Lothar Metz (General) (1908–1975), deutscher Brigadegeneral und Nachrichtendienstmitarbeiter
- Lothar Metz (Ringer) (1939–2021), deutscher Ringer
- Ludwig Metz (1938–1999), deutscher Gefäßchirurg

#### M
- Margot ter Metz (* ≈1949), niederländische Badmintonspielerin
- Marian Metz (* 1984), deutscher Eishockeytorwart
- Marita Metz-Becker (* 1953), deutsche Kulturwissenschaftlerin und Hochschullehrerin
- Markus Metz (* 1958), deutscher Autor und Journalist
- Martin Metz (Kirchenmusiker) (1933–2003), rumäniendeutscher Kirchenmusiker und Komponist
- Martin Metz (Politiker) (* 1983), deutscher Politiker (Bündnis 90/Die Grünen)
- Michael Metz (* 1964), deutscher Hockeyspieler
- Mika Metz (1967–2017), deutscher Schauspieler

#### N
- Nick Metz (Nicholas John Metz; 1914–1990), kanadischer Eishockeyspieler
- Norbert Metz (Politiker, 1811) (Jean-Joseph Norbert Metz; 1811–1885), luxemburgischer Politiker und Ingenieur
- Norbert Metz (Politiker, 1951) (1951–2018), deutscher Politiker (CDU)
- Nyah Metz (* 2001), niederländische Handballspielerin

#### O
- Odo von Metz, deutscher Baumeister
- Otto Metz-Randa (1878–1952), österreichischer Unternehmer

#### P
- Paul Metz (Hockeyspieler) (1892–1975), dänischer Hockeyspieler
- Paul Metz (Politiker) (1899–1961), deutscher Politiker (SPD), Oberbürgermeister von Heilbronn
- Paul Metz (Unternehmer) (1911–1993), deutscher Unternehmensgründer
- Peter Metz (Fotograf) (1834–1905), deutscher Fotograf
- Peter Metz (Kunsthistoriker) (1901–1985), deutscher Kunsthistoriker
- Peter Metz (Fußballspieler) (* 1949), deutscher Fußballspieler
- Peter Metz (Chemiker) (* 1953), deutscher Chemiker
- Peter Metz (Politiker) (* 1984), deutscher Politiker (SPD)
- Philip Kojo Metz (* 1971), deutscher Konzeptkünstler und Fotograf

#### R
- Reinhard Metz (Politiker) (1937–2009), deutscher Politiker (CDU), MdB
- Reinhard Metz (Maler) (* 1941), deutscher Maler
- Reinhard Müller-Metz (* 1950), deutscher Jurist und Richter
- Richard Metz (1865–1945), deutscher Jurist und Richter
- Rolf Metz (1910–1996), deutscher Politiker (FDP)
- Roman Metz, deutscher Fußballspieler
- Rudolf Metz (1923–1991), deutscher Geologe

#### S
- Sigrid Metz-Göckel (1940–2025), deutsche Hochschullehrerin
- Stefan Metz (* 1951), deutscher Eishockeyspieler
- Stephan Metz (1789–1850), deutscher Politiker, Bürgermeister von Mainz
- Stephanie Metz (* 1987), deutsche Archäologin und Denkmalpflegerin

#### T
- Theodor Metz (Jurist) (1876–nach 1947), deutscher Jurist
- Theodor Metz (Ökonom) (1890–1978), Wirtschaftswissenschaftler und Autor
- Thomas Metz (Denkmalpfleger) (* 1955), deutscher Architekt, Denkmalpfleger und Museumsdirektor
- Thomas Metz (Politiker) (* 1968), deutscher Politiker (CDU)
- Thomas F. Metz (* 1948), US-amerikanischer Generalleutnant
- Tilly Metz (* 1967), luxemburgische Politikerin (Grüne)

#### V
- Vittorio Metz (1904–1984), italienischer Drehbuchautor und Regisseur
- Vitus Jakob Metz (1792–1866), deutscher Gynäkologe

#### W
- Walter Metz (* 1967), US-amerikanischer Filmwissenschaftler und Hochschullehrer
- Werner Metz (* 1944), deutscher Schachspieler
- Wilhelm Metz (Komponist) (1828–1888), deutscher Zeichenlehrer, Komponist und Organist
- Wilhelm Metz (Polizeipräsident) (1893–1943), deutscher Polizeipräsident und SA-Führer
- Wilhelm Metz (Philosoph) (* 1959), deutscher Philosoph und Hochschullehrer
- Willi Metz (1903–nach 1933), deutscher Landwirt und Politiker (NSDAP)
- Wolfgang Metz (Historiker) (1919–1992), deutscher Bibliothekar und Historiker
- Wolfgang Metz (Chemiker) (* 1935), deutscher Chemiker und Hochschullehrer
- Wolfgang Metz (Politiker), deutscher Politiker und Sportfunktionär

#### Z
- Zelda Metz-Kelbermann (1925–1980), polnische Überlebende des Holocaust